# چیاکو یوسفی
چیاکو یوسفی‌نژاد فعال محیط‌زیستی کُرد اهل کردستان ایران بود که به‌دلیل تلاش‌هایش در حوزه حفاظت از طبیعت، به‌ویژه در مناطق جنگلی و کوهستانی سقز و سنندج شناخته می‌شد. او در جریان یک آتش‌سوزی گسترده در کوه آبیدر در تیر ۱۴۰۴ جان خود را از دست داد.

## فعالیت‌ها
چیاکو یوسفی‌نژاد از اعضای داوطلب چند انجمن محیط‌زیستی در مناطق کُردنشین بود. او در حوزه‌هایی چون:
- پاک‌سازی جنگل‌ها
- آموزش مردم محلی
- مقابله با شکار غیرقانونی
- مهار آتش‌سوزی‌های طبیعی و انسانی

فعالیت می‌کرد و به‌ویژه در کوه‌های منطقه آبیدر، هه‌ورامان و چهل‌چشمه حضور مستمر داشت.

## درگذشت
در تاریخ ۲۶ تیر ۱۴۰۴، هم‌زمان با آتش‌سوزی گسترده‌ای که دامنه‌های کوه آبیدر را فرا گرفت، چیاکو یوسفی‌نژاد در جریان تلاش برای مهار آتش جان خود را از دست داد.

## واکنش‌ها
در پی درگذشت او، انجمن‌های محیط‌زیستی، رسانه‌های محلی و کاربران شبکه‌های اجتماعی با انتشار پیام‌هایی از فداکاری او تجلیل کردند. برخی از چهره‌های عمومی از او به‌عنوان «شهید طبیعت» یاد کردند و خواستار رسیدگی سریع به وضعیت حفاظت از مناطق جنگلی در کردستان شدند.

## یادبود
در مراسمی که در روزهای پس از درگذشت او در سنندج برگزار شد، پیشنهاد شد یکی از مسیرهای کوه‌پیمایی یا کمپ‌های زیست‌محیطی به نام او نام‌گذاری شود.